# Puolvasjöarna
Puolvasjöarna är varandra näraliggande sjöar i Jokkmokks kommun i Lappland som ingår i Piteälvens huvudavrinningsområde
- Puolvasjöarna (Jokkmokks socken, Lappland, 736193-167092), sjö i Jokkmokks kommun, 66°18′38″N 19°37′06″Ö / 66.3106°N 19.6184°Ö (8,92 ha)
- Puolvasjöarna (Jokkmokks socken, Lappland, 736239-167062), sjö i Jokkmokks kommun, 66°19′00″N 19°36′23″Ö / 66.3166°N 19.6064°Ö (17,2 ha)